# Jorge Wagner Goés Conceição
Jorge Wagner Goés Conceição, o simplement Jorge Wagner, (nascut el 17 de novembre de 1978 a Feira de Santana) és un futbolista brasiler, que ocupa la posició de migcampista.

## Trajectòria
Va jugar per a l'Esporte Clube Bahia durant la temporada 00/01, marcant 7 gols en 23 partits. Llavors fitxa pel Cruzeiro Esporte Clube, on apareix en 33 ocasions i realitza quatre gols. El 2003 marxa al Lokomotiv Moscou. Al club rus tan sols hi juga set partits abans de retornar al Corinthians cedit. De tornada a Moscou, hi apareix en sis ocasions més.
El 2005 fitxa per l'Internacional. L'any següent hi guanya la Copa Libertadores, imposant-se a la final als rivals del São Paulo Futebol Clube. L'agost d'eixe any retorna a Europa, ara al Reial Betis de la primera divisió espanyola.
El conjunt sevillà el cedirà el 2007 al São Paulo Futebol Clube, on una lesió li afecta a l'inici de la campanya. Però, a poc a poc esdevé una peça clau del conjunt paulista, amb qui guanya el campionat local. A més a més, és votat com el millor migcampista esquerra per la Confederació brasilera de Futbol. Llavors, el Sao Paulo decideix materialitzar l'opció de compra de la seua cessió.

## Títols
- Campionat de Bahia: 1998
- Copa de Minas do Sul: 2001, 2002
- Campionat de Minas Gerais: 2001, 2002
- Campionat Paulista: 2003
- Lliga russa: 2004
- Campionat de Rio Grande do Sul: 2005
- Copa Libertadores: 2006
- Serie A brasilera: 2007, 2008